# Adolf Ludvig von Hofsten
Adolf Ludvig von Hofsten, född 6 november 1798 på Valåsen i Karlskoga, död 12 maj 1867 på Båstebacken i Fredsberg, var en svensk militär och godsägare.

## Biografi
Adolf Ludvig von Hofsten var son till brukspatronen Bengt von Hofsten (1747–1826) och Christina Lovisa Geijer, känd som "Stornåda" (1762–1821) samt från 1828 gift med friherrinnan Antoinetta von Knorring (1811–1846); makarna blev föräldrar till sex barn. Han var bror till Erland von Hofsten (1780–1839), Johan Henrik Eberhard von Hofsten (1782–1853) och Bengt August von Hofsten (1785–1834).
von Hofsten blev kadett vid Karlberg 30 september 1812 och utexaminerades där 26 september 1816. Han utnämndes till fänrik vid Skaraborgs regemente 1 oktober 1816 och blev löjtnant där 1822. Han erhöll kaptens avsked 11 maj 1824. Hans far köpte Körtingsbergs herrgård av kommerserådet Carl Gustaf Broms men flyttade inte dit själv utan överlät driften av egendomen till sonen Erland von Hofsten som bodde där som ungkarl fram till 1822. Det var under Erlands driftstid som arbetskraften statare kom i bruk vid jordbruket. Därefter flyttade von Hofstens andra son Adolf Ludvig in på herrgården efter att han 1824 erhållit avsked från armén. Adolf Ludvig var en driftig person och reformerade jordbruket så att herrgården blommade upp. Med ny syn på hur ett jordbruk skulle drivas valdes han 1833 till ordförande för det nybildade Hushållningssällskapet. Under Adolf Ludvig von Hofstens ledning byggdes bland annat ny ladugård med plats för 52 kreatur, och under hans driftstid fördubblades egendomens avkastning. Trots detta valde han att sälja egendomen 1836 till kaptenen Carl-Axel Staf och bosatte sig på Hassle-Säby herrgård i Berga socken Skaraborgs län.